# قلعه کاسنی ری
قلعه کاسنی ری مربوط به دوره ساسانیان است و در جنوب شهرری، شهرک علائین، ظلع جنوبی قلعه گبری شهرری، انتهای خیابان میثم جنوبی، جنب خیابان نیلوفر و شمال خیابان استاد نجات اللهی واقع شده و این اثر در تاریخ ۲۸ شهریور ۱۳۸۶ با شمارهٔ ثبت ۱۹۶۸۳ به‌عنوان یکی از آثار ملی ایران به ثبت رسیده است.

## موقعیت فعلی
در کنار دیوارهایی با ارتفاع دو و سه متری باقیمانده از قلعه کاسنی دوران ساسانيان از طرف ظلع شمالی این قلعه، ساختمان هایی با کاربری مسجد و کتابخانه و ورزشگاه و زمین فوتبال و اداره پلیس ساخته شده و از طرف جنوب و غرب و شرق دیوارهای قلعه، توسط زمین های کشاورزی احاطه شده و آبیاری زمین های کشاورزی همجوار باقیمانده حیات قلعه را تهدید می‌کند.

## اشیا کشف شده
از آنجایی که شهرری منطقه ای باستانی و دارای قدمت است، محوطه و قلعه و تپه و مکان های تاریخی و باستانی بسیاری را در خود جای داده که در طول فواصل و تغییرات منطقه ای و تردد های بدون نظارت از اموال و اشیا کشف شده توسط جویندگان ناشناس تا کنون اطلاعی در دسترس نیست و متاسفانه حفاری های غیر مجاز و ایجاد حفره‌ها در زمین و دیواره ها و مکان های تاریخی ری و دیگر نقاط کاملا مشهود است.